# Приворотень м'який
Приворотень м'який (Alchemilla mollis) — вид квіткових рослин родини трояндових (Rosaceae).

## Біоморфологічна характеристика
Стебла 25–80 см, міцні, жорсткі, ± прямовисні, густо запушені по всій поверхні. Листки округлі або округло-ниркоподібні, до 13 × 15.5 см, з обох поверхонь густо запушені, розсічені до 1/7–4/13; часток 9–11; зубців 6–10, неоднакові, верхівкові трохи менше бічних. Суцвіття велике; клубочки зближені; квітконіжки голі. Квітки 3.5-5 мм ушир; гіпантії здебільшого явно волосисті. 

## Поширення
Туреччина, Вірменія, Грузія, Болгарія, Румунія, Греція; інтродукований до кількох країн Європи та Ньюфаундленда.
В Україні росте в Малому Поліссі (м. Дубляни Жовківського району Львівської області), можливо як інтродукована чи випадково занесена рослина.

## Використання
Цей вид не є лікарським. Вирощується в садах як декоративна рослина. Схильність листя утримувати вологу після зливи вважається унікальною і привабливою декоративною особливістю рослини.